# Cisza (album Sumptuastic)
Cisza – drugi album zespołu Sumptuastic. Wydany został 20 czerwca 2005r. nakładem wytwórni Hit’n’Hot Music.

## Lista utworów
1. Cisza  [3:12]
2. Teraz już wiesz  [4:08]
3. Bo mam ciebie  [3:20]
4. Niepokonani  [3:44]
5. Pacyfik  [3:33]
6. Ludzie jak cienie  [3:54]
7. Nibylandia  [3:32]
8. Moja siła  [3:33]
9. Już nie wierzę  [4:05]
10. Niepotrzebni  [3:53]
11. List do nieznajomej  [3:38]
12. Zanim zaśniesz  [3:15]
13. Bez dddechu  [2:50]
14. Niebo bez ciebie  [2:48]
15. Kołysanka 2005  [4:00]

## Pozycje na listach
| Lista | Kraj   | Pozycja |
| ----- | ------ | ------- |
| OLiS  | Polska | 31      |